# Исмаил Ханије
Исмаил Абдел Салам Ахмед Ханије (арап. إسماعيل عبد السلام أحمد هنية; Ел Шати, 8. мај 1963 — Техеран, 31. јул 2024) био је палестински политичар. Био је високи политички лидер Хамаса, који је управљао Појасом Газе од 2007. Од 2017. је живео у егзилу у Катару.
Убијен је 31. јула 2024. у нападу Израела на зграду у Техерану, главном граду Ирана. Ханије је претходног дана присуствовао инаугурацији председника Масуда Пезешкијана. Врховни вођа Ирана Али Хамнеј је након напада прогласио три дана жалости.

## Политичка каријера

### Политичко ангажовање у Хамасу
Ханија је дипломирао арапску књижевност на Исламском универзитету у Гази 1987. године. Током студија, активно се укључио у рад Хамаса, исламског покрета отпора који је настао током Прве интифаде против израелске окупације. Његово учешће у протестима довело је до његовог затварања три пута, након чега је 1992. године прогнан у Либан. По повратку у Газу, постао је декан на Исламском универзитету и наставио да гради свој утицај унутар Хамаса.

### Успон на место премијера
Године 2006, Исмаил Ханија је предводио листу Хамаса на палестинским законодавним изборима, што је резултирало његовим именовањем за премијера Палестинске власти. Међутим, након избијања сукоба између Хамаса и Фатаха 2007. године, председник Махмуд Абас га је разрешио дужности. Ханија је, упркос овом потезу, наставио да врши власт у Гази, све до 2017. године.

### Лидер Политичког бироа Хамаса
У мају 2017. године, Ханија је изабран за председника Политичког бироа Хамаса, заменивши на тој позицији Халеда Машала. Током свог мандата, Ханија је углавном боравио у Катару, где је наставио да води дипломатске напоре Хамаса и био један од водећих преговарача у покушајима окончања сукоба у Гази.

### Атентат и наслеђе
Исмаил Ханија је убијен 31. јула 2024. године у Техерану, у наводном израелском нападу. Овај напад је представљао велики ударац за Хамас, али и за шири регионални контекст, додатно појачавајући тензије у блискоисточном сукобу. Ханија је остао упамћен као једна од најважнијих фигура у палестинској политици и симбол отпора против израелске окупације.
Његова смрт је означила крај једне ере унутар Хамаса и додатно закомпликовала политичку ситуацију у Појасу Газе, али и шире у региону